# 舒城戰鬥
舒城戰鬥發生於1938年6月3－14日，地點則是在中國皖西一帶。是抗日戰爭之武漢會戰的主要戰鬥之一，交戰一方為守軍之國民革命軍，另一方則為日軍。